# ميخائيل فالش
ميخائيل فالش (بالدنماركية: Michael Falch)‏ هو مغني وممثل دنماركي، ولد في 16 سبتمبر 1956 في Køge ‏ في الدنمارك.

## وصلات خارجية
- ميخائيل فالش على موقع IMDb (الإنجليزية)
- ميخائيل فالش على موقع ألو سيني (الفرنسية)
- ميخائيل فالش على موقع ميوزك برينز (الإنجليزية)
- ميخائيل فالش على موقع أول موفي (الإنجليزية)
- ميخائيل فالش على موقع قاعدة بيانات الأفلام السويدية (السويدية)
- ميخائيل فالش على موقع أول ميوزيك (الإنجليزية)
- ميخائيل فالش على موقع ديسكوغز (الإنجليزية)
- ميخائيل فالش على موقع قاعدة بيانات الفيلم (الإنجليزية)
- ميخائيل فالش على موقع كينوبويسك (الروسية)